# Peltanthera floribunda
Peltanthera floribunda Benth. & Hook.f., 1876 è una pianta appartenente alla famiglia Gesneriaceae. È l'unica specie del genere Peltanthera Benth. & Hook.f., 1876.

## Etimologia
Il nome generico (Peltanthera) deriva da due parole greche il cui significato è: scudo e antera. L'epiteto specifico (floribunda) deriva dal latino e indica una fioritura abbondante.
Il nome scientifico della specie (insieme a quello del genere) è stato definito dal botanico inglese George Bentham (22 settembre 1800 – 10 settembre 1884) nella pubblicazione "Genera Plantarum ad exemplaria imprimis in herbariis Kewensibus - 2(2): 797" del 1876.

## Descrizione

### Portamento
Il portamento di queste piante è arboreo con altezze variabili da 5 a 22 metri e con diametro del tronco (alla base) variabile da 60 a 90 cm. Il colore dei rami è marrone chiaro; quelli più giovani sono ricoperti da peli ramificati.

### Foglie
Le foglie sono opposte, picciolate con lame a forma da obovata a ellittica. L'apice varia da acuto a brevemente acuminato; la base è cuneata e leggermente decorrente lungo il picciolo. I margini sono dentati alla base della foglia. Le venature principali sono ben visibili (soprattutto di sotto). La consistenza delle foglie è membranosa con superficie adassiale glabra e colorata di verde scuro, quella abassiale (più pallida) è pubescente per peli pluricellulari ramificati, peltati o semplici lungo le venature e sui bordi. Le stipole sono assenti. Lunghezza del picciolo: 1 – 2 cm. Dimensione delle foglie: larghezza 4 – 11 cm; lunghezza 10 – 28 cm.

### Infiorescenze
Le infiorescenze, sia terminali che ascellari su rami subopposti, sono formate da panicoli di fiori con forme compresse lateralmente. Sono presenti delle piccole brattee lineari. Dimensione delle infiorescenze: 6 - 15 x 7 – 12 cm.

### Fiori
I fiori sono ermafroditi e tetraciclici (ossia formati da 4 verticilli: calice– corolla – androceo – gineceo) e pentameri (ogni verticillo ha più o meno 5 elementi).
- Formula fiorale:

X K (5), [C (5) A 5], G (2), supero, capsula.
- Il calice è brevemente connato (calice gamosepalo) con 5 lobi a forme strettamente triangolari, apici acuminati e cigliati sui margini.
- La corolla è del tipo gamopetala, leggermente zigomorfa, formata da un tubo terminante in 5 lobi subpatenti con forme oblunghe e apici acuminati. Dimensioni del tubo: lunghezza 3,2 - 4,5 mm; diametro 1,5 - 2 mm. Dimensione dei lobi: 1,2 - 1,5 x 0,5 - 0,9 mm. Colore del corolla: da giallo biancastro a bianco.
- L'androceo è formato da 5 stami sporgenti e adnati alla bocca del tubo della corolla. I filamenti, liberi, sono lunghi 1 - 2 mm. Le antere sono basifisse (dimensione delle antere: 0,4 - 0,5 x 0,4 - 0,5 mm) e sono biloculari (a 2 teche con deiscenza longitudinale.
- Il gineceo ha un ovario supero e bicarpellare (biloculare) con forme ovoidali (è ristretto verso l'apice). La superficie dell'ovario è pubescente per tricomi ramificati. Lo stilo, unico, ha delle forme da peltate a capitate-discoidi.

### Frutti
```
I 
frutti
 sono delle 
capsule
 bivalve ovoidali, compresse lateralmente e apicolate (con apici). La superficie è 
glabra
 e la deiscenza è 
loculicida
. I 
semi
 sono una decina con forme ellissoidi con 5 ali a nido d'ape. Dimensione delle capsule: 3 - 4 x 2 - 2,5
 
mm.
```

## Biologia
La riproduzione di queste specie avviene fondamentalmente tramite l'impollinazione dei fiori ad opera degli insetti (impollinazione entomogama).
I semi cadendo a terra (dopo aver eventualmente percorso alcuni metri a causa del vento - dispersione anemocora) sono dispersi soprattutto da insetti tipo formiche (mirmecoria).

## Distribuzione e habitat
Questa specie è endemica dell'America Centrale e del Sud (parte settentrionale-occidentale): Costa Rica, Colombia, Perù e Bolivia). L'habitat è quello tipico delle foreste pluviali a quote medie: 650 - 1.300 m s.l.m..

## Tassonomia
Inizialmente Peltanthera floribunda è stata descritta da George Bentham all'interno delle Loganiaceae; in seguito ne è stata proposta la collocazione nelle Buddlejaceae, nelle Scrophulariaceae, ovvero ne è stata  proposta la segregazione in una famiglia a sè stante (Peltantheraceae).
La più recente classificazione del Angiosperm Phylogeny Group del 2016 (APG IV) considera la posizione di questa specie ancora da definire.
Nel 2017 Christenhusz et al. ne hanno infine proposto l'inclusione nella famiglia Gesneriaceae  e in tale famiglia viene attualmente collocata da Plants of the World Online.